# 우발적 위계
점성술에서 우발적 위계(偶發的 位階, accidental dignity)는 한 행성이 그것의 황도대상 위치 보다는 다른 어떤 원인으로 힘을 얻었을 때 나타난다. 그것의 황도대의 위치로부터 힘을 얻는 본질적 위계(本質的 位階, essential dignity)와는 혼동되지 않도록 주의를 요한다. 우발적 위계와 본질적 위계 사이의 차이점을 이해하려면, 본질적 위계는 행성의 '본성'에 관련된 것이고, 우발적 위계는 어떻게 행성이 '스스로나 행동을 위한 그것의 힘을 발견하는가'에 관련된 것이라 생각하면 수월하다. 예를 들어, 순간 점성술의 질문에서, 잃어버린 귀중한 반지에 관한 운명성은 (귀중한 것이라는 점에서) 좋은 본질적 위계를 갖고 있을 수도 있지만, (잃어 버렸다는 점에서) 다소의 우발적 위계도 갖고 있을 수도 있다.
한 행성은 여러 방법으로 우발적 위계를 얻을 수 있지만, 거의 대부분은 그 행성이 모서리(상승점, 중천점, 하강점, 천저점)에서 발견될 때나, 순행이거나, 운행 속도가 빠르거나, 태양으로부터의 연소 또는 카지미로부터 자유롭거나, 길한 행성과 이로운 각을 맺고 있거나 길한 본성의 항성과 합에 있을 때에 그것이 얻어진다.
본질적 위계와 우발적 위계는 순간 점성술과 택일 점성술과 같은 점성술의 몇몇 부문에 있어서 특히 중요성을 지닌다.

## 우발적 쇠약
정반대로, 행성들은 위발적 위계를 잃게 될 수도 있는데, 그러면 우발적으로 쇠약해진다. 한 행성이 평균 속도 이하의 그것의 속도일 때나, 역행일 때 또는 유해한 행성이나 항성과 각을 맺고 있을 때와 같은 행성의 상태를 포함하는 여러 요소가 행성을 우발적으로 쇠약하게 만드는데 기인한다.

## 우발적 위계와 하우스와의 연관
전통적 점성술은 현재에 현대 (서양) 점성성술에서 유행하는 것과는 다르게 하우스의 주인지위에 대해 고려한다. 현대 점성가들이 별자리의 주인을 규정한 것과 같은 순서로 하우스의 주인을 할당하는 경향이 있는데 반해, 대부분의 전통적인 하우스의 주인지위는 칼데아의 행성 배열 체계를 따른다.
| 하우스    | 전통적/칼데아식 주인지위 | 현대식 주인지위 | 행성의 기쁨 |
| --------- | ------------------------ | --------------- | ----------- |
| 1 하우스  | 토성                     | 화성            | 수성        |
| 2 하우스  | 목성                     | 금성            | 없음        |
| 3 하우스  | 화성                     | 수성            | 달          |
| 4 하우스  | 태양                     | 달              | 없음        |
| 5 하우스  | 금성                     | 태양            | 금성        |
| 6 하우스  | 수성                     | 수성            | 화성        |
| 7 하우스  | 달                       | 금성            | 없음        |
| 8 하우스  | 토성                     | 화성/명왕성     | 없음        |
| 9 하우스  | 목성                     | 목성            | 태양        |
| 10 하우스 | 화성                     | 토성            | 없음        |
| 11 하우스 | 태양                     | 토성/천왕성     | 목성        |
| 12 하우스 | 금성                     | 목성/해왕성     | 토성        |